# 甘亩区
甘亩区，又作甘勐区，是缅甸联邦第一特区木邦县下辖的一个区。

## 行政区划
甘亩区下辖以下等乡镇：
- 甘勐乡[1]
- 纳底乡
- 户里乡[2]
- 勐杰乡